# Ревазишвили, Георгий
Георгий Ревазишвили (груз. გიორგი რევაზიშვილი, род.16 ноября 1974) — грузинский дзюдоист, чемпион Европы, призёр чемпионатов мира.

## Биография
Родился в 1974 году в Сагареджо. В 1994 году стал бронзовым призёром чемпионата Европы. В 1996 году стал чемпионом Европы, но на Олимпийских играх в Атланте занял лишь 7-е место. В 1997 году завоевал серебряные медали чемпионатов Европы и мира. В 1998 году стал бронзовым призёром чемпионата Европы. В 1999 году завоевал бронзовую медаль чемпионата мира. В 2000 году вновь стал бронзовым призёром чемпионата Европы, но на Олимпийских играх в Сиднее наград завоевать не смог.